# Mary Louise Curtis
Mary Louise Curtis, née le 6 août 1876 à Boston, Massachusetts et morte le 4 janvier 1970 à Philadelphie en Pennsylvanie, est une philanthrope américaine, fondatrice du Curtis Institute of Music à Philadelphie.

## Biographie
Mary Louise Curtis est la fille unique du magnat des magazines et journaux Cyrus H. K. Curtis et de Louisa Knapp Curtis, fondatrice et rédactrice en chef du Ladies' Home Journal.